# Olga-Orden

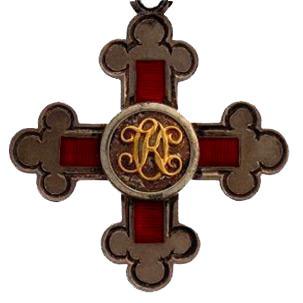
Olga-Orden

Ordensband

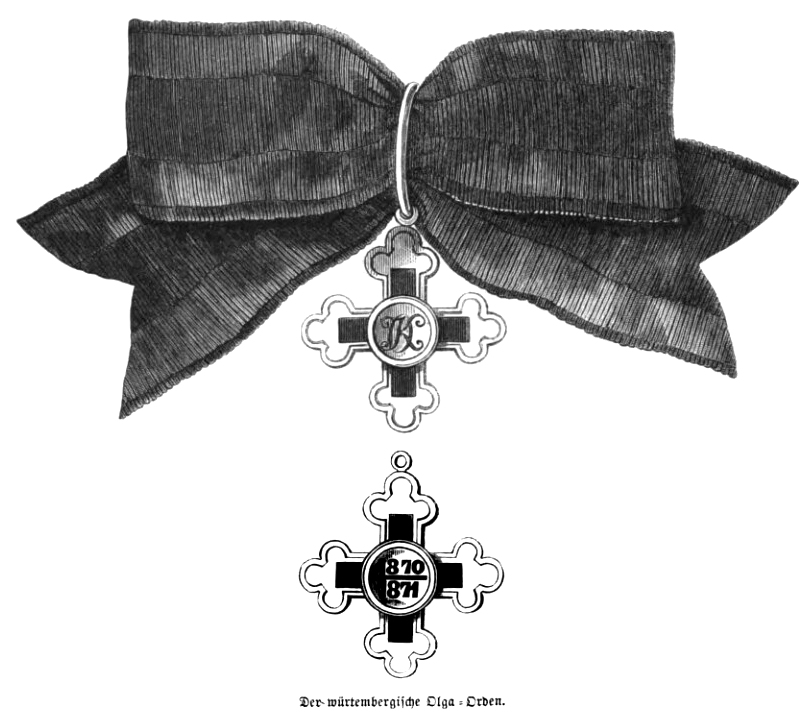
Olga-Orden in zeitgenössischer Abbildung in der Illustrirten Zeitung vom 19. August 1871

Der Olga-Orden – nicht zu verwechseln mit der 1889 für Verdienste um das Rote Kreuz gestifteten Karl-Olga-Medaille! – wurde von König Karl von Württemberg am 27. Juni 1871, wenige Wochen nach dem Ende des Kriegs von 1870/71 gestiftet. Er wurde so benannt „in Rücksicht auf das von der Königin Olga von Württemberg während des Kriegs gegebene Beispiel segensreichen Wirkens auf dem Gebiet freiwilliger und aufopfernder Nächstenliebe zum besten der tapfern Krieger und ihrer Angehörigen.“

## Verleihungskriterien
Nach den Statuten des Königlich Württembergischen Olga-Ordens, erfolgte die „allein von dem König“ (Art. 2) abhängende Verleihung des einklassigen Ordens (Art. 4) „für besondere Verdienste auf dem Felde der freiwillig helfenden Liebe im Krieg oder Frieden als Zeichen der Anerkennung und Erinnerung“ (Art. 1), und zwar „ohne Unterschied an Männer, Frauen und Jungfrauen“ (Art. 3).

## Beschreibung
Das Ordenszeichen ist ein mattsilbernes Kleeblattkreuz mit auslaufenden Armen und aufgelegtem roten Kreuz. Auf dem Avers des Mittelschildes stehen „in erhabener goldener Schrift“ verschlungen die Anfangsbuchstaben der Namen von König Karl und Königin Olga, K und O, „von einem Ringe in glänzendem Silber umgeben“. Auf dem Revers finden sich in „gleicher Einfassung“ die – durch eine Linie getrennt untereinander stehenden – Jahreszahlen 1870 und 1871 „ebenfalls in glänzendem Silber“ (Art. 5).
Das moirierte Ordensband „von gewässerter schwarzer Seide“ ist am Rand breit karminrot eingefasst. Von Männern war das Ordenszeichen im Knopfloch, von Frauen an einer Schleife auf der linken Brust zu tragen (Art. 6).

## Verleihungen
Schon wenige Tage nach der Stiftung des Olga-Ordens wurde von einer Verleihung an 350 Personen, „darunter 11 fürstliche“, berichtet. Zu den ersten Frauen aus dem Hochadel, denen er – nach der Verleihung an die namengebende Königin Olga und weitere Frauen des Hauses Württemberg – angetragen worden ist, gehörte am 3. Juli 1871 die deutsche Kaiserin Augusta, die sich von der Auszeichnung „(t)ief gerührt“ zeigte. Die Silberne Hochzeit des württembergischen Königspaars am 13. Juli 1871 gab Gelegenheit zur Auszeichnung weiterer Personen. Bei deren Feier, so heißt es, wurden „sehr viele Orden verteilt, viele Damen erhielten den neugegründeten Olgaorden“.
Unterschieden wurden in der offiziellen Zusammenstellung im Hof- und Staats-Handbuch des Königreichs Württemberg von 1873 zunächst vier verschiedene Gruppen von Ordensträgern. Es handelt sich dabei um solche „(a)us dem Königlichen Hause“ (S. 135) und „(a)us andern regierenden Häusern“ (S. 135 f.) sowie „(s)onstige Inhaber“ (S. 136–144) und „Inhaberinnen“ (S. 144–149); die Sonstigen wurden später noch in solche aus Württemberg und solche „(i)n auswärtigen Staaten“  unterteilt. Jedenfalls ist aus diesen Listen zu ersehen, dass der Orden in den ersten Jahren seines Bestehens und auch – bei stark abnehmenden Zahlen – in der Folgezeit insgesamt häufiger an Männer als an Frauen verliehen wurde. Die gelegentlich vorkommende Bezeichnung des Olga-Ordens als „Frauenorden“ ist deshalb irreführend.
Dass das Tragen des Olga-Ordens bei repräsentativen Anlässen in der öffentlichen Berichterstattung Wahrnehmung fand, so etwa in der Beschreibung der 1892 bei einer Gala-Oper in Berlin getragenen Garderobe von Kaiserin Auguste Viktoria und Königin Charlotte von Württemberg, unterstreicht die Bedeutung, die ihm beigelegt wurde.
Weitere Entwicklung
Nach dem Tod von Königin Olga (1892) ließ König Wilhelm II. von Württemberg die von dieser im Jahr 1889 gestiftete „‚Karl-Olga-Medaille für Verdienste um das rote Kreuz‘ zur Fortdauer der Erinnerung an die hohe Stifterin“, dem Olga-Orden anschließen. Die – wie bis dahin in Silber und Bronze zu vergebende – Karl-Olga-Medaille, die unter denselben Voraussetzungen wie der Olga-Orden zu verleihen war, sollte in solchen Fällen vergeben werden, in welchen „die Verleihung des Ordens selbst nicht angemessen erschien“ (§ 1). Demzufolge vertrat der Olga-Orden die Stelle einer (nie realisierten) Karl-Olga-Medaille in Gold. Mit Verfügung vom 18. Oktober 1905 erfolgte eine weitere Präzisierung, wonach zur Verleihung des Olga-Ordens dem württembergischen König „nur solche Personen in Vorschlag zu bringen“ seien, welche sich bereits im Besitze der Karl-Olga-Medaille „in Silber“ befänden.
Eine der letzten Verleihungen des Olga-Ordens scheint die – zusammen mit dem Charlottenkreuz erfolgte – Vergabe an Kaiserin Zita von Österreich gewesen zu sein, als das Kaiserpaar am 1. Juli 1917 in Stuttgart weilte.